# Пириу-Кербунері
Пириу-Кербунері (рум. Pârâu-Cărbunări) — село у повіті Алба в Румунії. Входить до складу комуни Лупша.
Село розташоване на відстані 310 км на північний захід від Бухареста, 42 км на північний захід від Алба-Юлії, 55 км на південний захід від Клуж-Напоки.

## Населення
За даними перепису населення 2002 року у селі проживали 34 особи, усі — румуни. Усі жителі села рідною мовою назвали румунську.